# Wareng (Wonosari)
Wareng is een bestuurslaag in het regentschap Gunung Kidul van de provincie Jogjakarta, Indonesië. Wareng telt 4004 inwoners (volkstelling 2010).